# Turzyniec (województwo zachodniopomorskie)
Turzyniec – osada w Polsce położona w województwie zachodniopomorskim, w powiecie myśliborskim, w gminie Myślibórz. Miejscowość wchodzi w skład sołectwa Klicko.
W latach 1975–1998 miejscowość administracyjnie należała do województwa gorzowskiego.